# 5-Karboksamidotriptamin
5-Karboksamidotriptamin (5-CT) je triptaminski derivat koji je blisko srodan sa neurotransmiterom serotoninom.
5-CT deluje kao neselektivni pun agonist visokog afiniteta na , , , , i  receptore, kao i na , ,  receptore sa nižim afinitetom. On ima neznatan afinitet za  i  receptore. 5-CT se najjače vezuje za  receptor i nekad se smatralo da je selektivan za njega.